# Нови Зденковац
Нови Зденковац је насељено место у општини Чаглин, у Славонији, у Република Хрватска.

## Географија
Нови Зденковац је смештен на обронцима Крндије, око 13 км источно од Чаглина, суседна села су Стари Зденковац на југу и Мокреш на северу.

## Историја
До нове територијалне организације место је припадало бившој великој општини Славонска Пожега.

## Становништво
Према попису становништва из 2001. године Нови Зденковац је имао 9 становника, док је према попису становништва из 1991. године имао 19 становника од којих је су сви били Хрвати.
Насеље је према попису становништва из 2011. године имало 10 становника.
| Националност       | 1991.     |
| Хрвати             | 19 (100%) |
| Срби               | 0         |
| Југословени        | 0         |
| остали и непознато | 0         |
| Укупно             | 19        |